# Гортензии (род)
Род Гортензиев был древним плебейским родом в Риме. Представители этого рода впервые упоминаются в V веке до нашей эры, но с того времени несколько реже вплоть до последнего столетия существования Республики. Самым знаменитым из рода был оратор Квинт Гортензий, человек большой учёности и современник Цицерона. При империи они, вероятно, снова погрузились в безвестность.

## Происхождение
Номен Hortensius, по-видимому, происходит от horto, сад, и, вероятно, означает, что первым, кто носил это имя, был садовник. Чейз полагал, что это латинское имя, перечисляя его среди тех номенов, которые либо возникли в Риме, либо по которым невозможно было доказать, что они пришли откуда-то ещё. Однако Огилви указывает на город Урбинум Гортензе в Умбрии и культ Юпитера Гортензия в Кампании как на свидетельство того, что это название могло возникнуть где-то ещё в Италии.
То, что Гортензии были плебеями, несмотря на то, что Цицерон употребил слово nobilis в отношении семьи, по-видимому, доказывается тем фактом, что первым из Гортензиев, известных в истории, был народный трибун, и отсутствием каких-либо других свидетельств патрицианской семьи. Исходя из этого, представляется более вероятным, что Цицерон имел в виду выдающуюся историю Гортензиев на службе Римскому государству, а не считал их род патрицианским. Огилви сомневается в существовании Квинта Гортензия, якобы народного трибуна в 422 году до н. э., предполагая, что эта история была придумана во время брака Семпронии с Луцием Гортензием, отцом знаменитого оратора, и заключая, что Гортензии, вероятно, прибыли в Рим в IV веке до н. э.

## Преномены
Все Гортензии в Риме, упоминаемые в древних источниках, носили преномены Квинт, Луций или Марк, которые были очень распространены во все периоды римской истории. Они, должно быть, иногда использовали другие имена, но они не были записаны. Надпись из Ферентино говорит об Авле и Сексте.

## Когномены
Единственные фамилии, обнаруженные у Гортензиев, — это Гортал (Hortalus), которая, по-видимому, возникла как прозвище оратора Гортензия, и Корбио (Corbio), вероятно, от корбиса, корзины, обе фамилии носили потомки оратора.

## Известные представители
- Квинт Гортензий (ум. после 422 до н. э.), народный трибун 422 года до н. э., обвинивший Гая Семпрония Атратина, консула предыдущего года, в небрежности при подготовке кампании против вольсков, но вскоре отказался от своего обвинения из-за лояльности, проявленной к Семпронию как его бывшими солдатами, так и своими коллегами-трибунами[8][9];
- Квинт Гортензий (ум. 287 до н. э.), назначенный диктатором в 287 году до н. э., в ответ на раскол плебса, в очередной раз вызванный долгами. Гортензий принял меры, придавшие плебисциту силу закона, фактически позволив народу добиваться облегчения долгового бремени без предварительного одобрения сената. Гортензий скончался, не успев сложить с себя полномочия, и его, вероятно, заменил диктатор-суффект — единственный случай подобного назначения в римской истории[комментарий 1][10][11];
- Луций Гортензий, претор в 170 году до н. э., получил командование флотом в войне против Персея Македонского. Когда город Абдеры обратился к нему с требованием денег и пшеницы, он взял этот полис штурмом, приказав обезглавить вождей, а остальных продал в рабство. Сенат осудил поведение Гортензия, приказав ему освободить абдерцев. Однако наместник и далее продолжил разорять Грецию: его упрекали в жестокости по отношению к халкидийцам, но, по-видимому, не отозвали и не наказали[12][13];
- Квинт (или Луций) Гортензий, избранный консулом на 108 год до н. э., был судим и осуждён ещё до своего вступления в должность, а затем и сослан[14];
- Луций Гортензий, отец оратора, был претором на Сицилии в 97 году до н. э., где его правление было отмечено честностью и справедливостью. Он женился на Семпронии, дочери консула 129 года до н. э. Гая Семпрония Тудитана[15];
- Луций Гортензий, сын Луция (ум. после 86 до н. э.), старший брат оратора, служивший легатом при Сулле во время 1-й Митридатовой войны. Он превосходно себя проявил в подготовке к битве при Херонее, а также во время битвы, несмотря на меньшую численность своих войск[16][17][18];
- Квинт Гортензий Гортал (114—50 до н. э.), знаменитый судебный оратор и современник Цицерона. В 81 году до н. э. служил квестором, спустя девять лет (в 72 до н. э.) — городским претором Рима, а через три года стал консулом. Он ушёл из общественной жизни, когда первый триумвират стал открыто управлять Республикой. Его женой была Лутация, дочь Квинта Лутация Катула[19];
- Гортензия, сестра оратора, ставшая супругой Марка Валерия Мессалы. Её брат раздумывал над тем, чтобы сделать сына Гортензии своим наследником, предпочтя его собственному сыну, с которым находился в натянутых отношениях[20];
- Квинт Гортензий Гортал (ум. 42 до н. э.), старший сын оратора, с которым, впрочем, состоял в натянутых отношениях. Незадолго до гражданской войны 49—45 годов до н. э. он присоединился к Юлию Цезарю в Цизальпийской Галлии, и именно Гортензия триумвир отправил через Рубикон. После гибели пожизненного диктатора 15 марта 44 года до н. э. Гортензий распорядился убить пленённого Гая Антония, младшего брата участника 2-го триумвирата. За это он сам был казнён на могиле Гая Антония после 2-й битвы при Филиппах[21][20][22][23];
- Гортензия (ум. после 42 до н. э.), дочь оратора. В 42 году до н. э. выступила против обложения дополнительными налогами зажиточных римских матрон, когда триумвиры намеревались ввести специальную подать на оплату войны против убийц диктатора, Брута и Кассия. Она говорила с красноречием, достойным её отца, и сумела добиться отмены части из них[24][25][26];
- Гортензий Корбион[комментарий 2], внук оратора и сын претора 45 года до н. э., описанный Валерием Максимом «как человек, погрязший в низменном и жестоком распутстве»[27];
- Марк Гортензий Гортал, предполагаемый брат предыдущего. Обеднел, однако Октавиан Август пообещал ему достаточный как для сенатора доход при условии, что Гортензий вступит в брак. Тем не менее, он почти не нажил состояния и снова обнищал в царствование Тиберия[28][29][30];
- Авл Гортензий, отец Секста Гортензия Клара;
- Секст Гортензий Клар, посвящённый в Августеуме[англ.] в Ферентино во времена правления императора Калигулы[31].

## Сноски
1. ↑  Сохранились имена трёх диктаторов этого периода, чьи годы правления неизвестны; один из них, вероятно, был диктатором-суффектом после смерти Гортензия. Это были Марк Эмилий Барбула, Аппий Клавдий Цек и Публий Корнелий Руфин. Моммзен считал, что наиболее вероятным преемником Гортензия был Клавдий.
2. ↑  Преномен Корбия неясен, так как он не упоминается Валерием Максимом, но это, вероятно, был "Квинт", так как это было имя его отца и деда, а его брат был назван "Марк".